# Andreas Reize

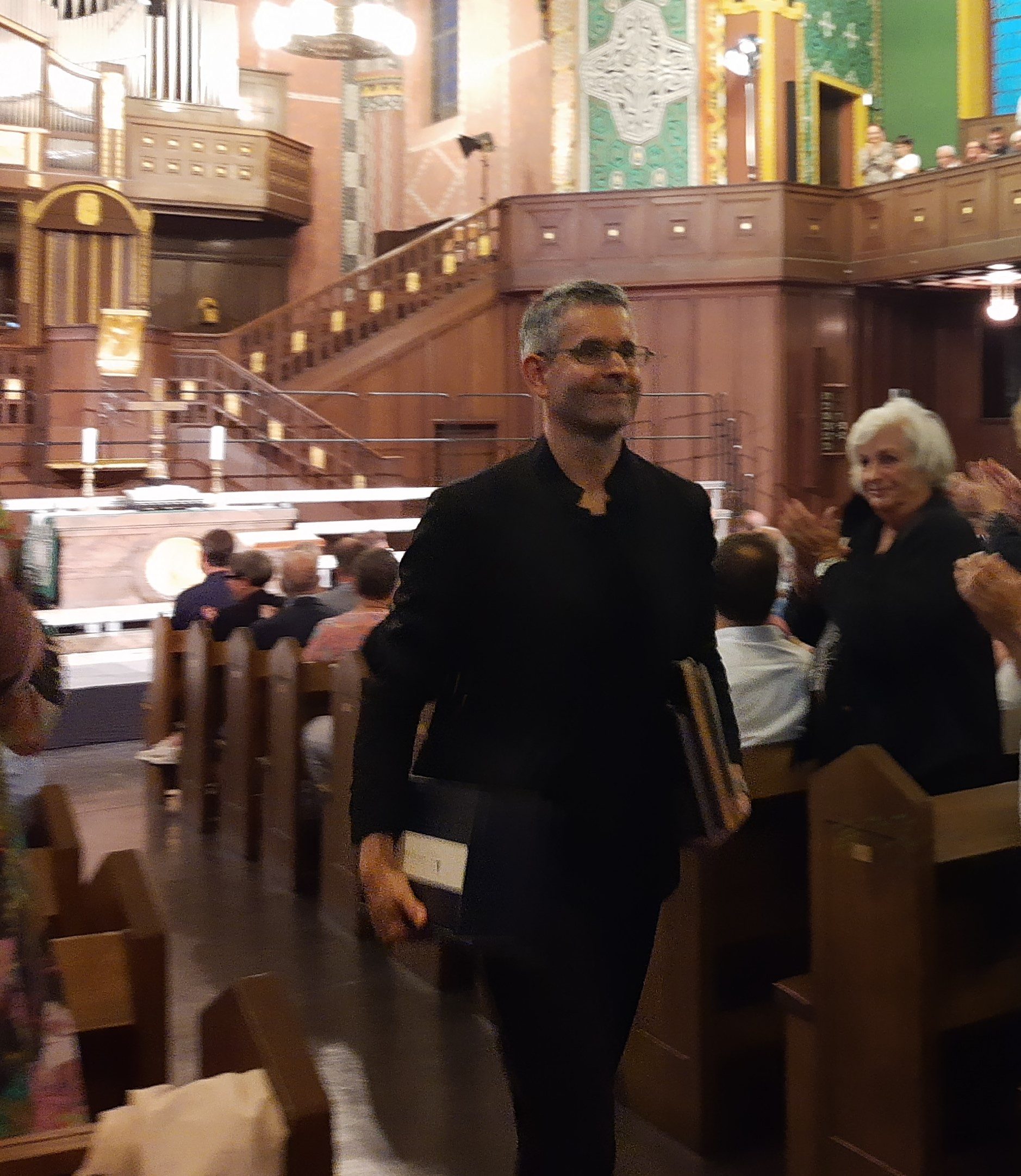
Andreas Reize, 2022

Andreas Reize (* 19. Mai 1975 in Solothurn) ist ein Schweizer Dirigent. Er studierte Kirchenmusik, Orgel, Klavier, Cembalo, Chorleitung und Orchesterleitung an den Musikhochschulen in Bern, Zürich, Luzern, Basel und Graz. Seit dem 11. September 2021 ist Reize der 18. Thomaskantor nach Johann Sebastian Bach.

## Leben

### Ausbildung
Andreas Reize wuchs in Solothurn auf, besuchte dort die Schule und legte 1996 die Matura ab. Er war langjähriges Mitglied der Singknaben der St. Ursenkathedrale Solothurn. Er studierte Kirchenmusik mit den Hauptfächern Orgel und Chorleitung an den Musikhochschulen Bern und Zürich, zusätzlich erlangte er den Master Pädagogik Klavier und den Master Performance (Konzertdiplom) auf der Orgel. Von 1999 bis 2002 absolvierte er ein externes Studium in Orgel und Cembalo an der Schola Cantorum Basiliensis. Von 2001 bis 2004 studierte er im Aufbaustudium Orchesterleitung an der Musikhochschule Luzern. Von 2004 bis 2006 folgte über die Universität für Musik und darstellende Kunst Graz ein postgraduales Studium in Dirigieren bei Johannes Prinz in Wien, das er mit Auszeichnung abschloss. Ausserdem nahm er an Meisterkursen teil, unter anderem bei Anders Eby, Bernard Haitink, Colin Davis und Ralf Weikert. Wegweisend für seine Entwicklung waren die Begegnungen mit Nikolaus Harnoncourt am Opernhaus Zürich sowie an der Styriarte Graz.

### Wirken in der Schweiz
2001 gründete Reize das cantus firmus vokalensemble und consort und 2006 den cantus firmus kammerchor. Seit 2006 ist er Musikdirektor der Oper Schloss Waldegg. Die Aufnahmen von Le Devin du Village und Apollo e Dafne mit cantus firmus sind beim deutschen Label cpo als CD erschienen. Die Monteverdi-Trilogie mit Orfeo 2017 und Il ritorno d’Ulisse in Patria 2019 fand mit L’incoronazione di Poppea 2021 ihren Abschluss. Von der Poppea-Produktion wurde eine Studio-Weltersteinspielung der kompletten Neapel-Fassung mit dem Label Rondeau Production produziert, die im Sommer 2022 erscheinen wird. 2019 und 2021 stand er am Pult des Theaters Biel-Solothurn und realisierte Dido and Aeneas von Henry Purcell und Zaïs von Jean-Philippe Rameau.
Reize war Gastdirigent am Nationaltheater Mannheim, beim Tonhalle-Orchester Zürich und beim Schweizer Kammerchor, 2007 Dozent beim Schweizer Opernstudio. Dazu kamen Einladungen mit cantus firmus u. a. zu den Innsbrucker Festwochen der Alten Musik, den Bachwochen Amsoldingen und den Abonnementskonzerten des Bieler Sinfonieorchesters.
Mit den Singknaben der St. Ursenkathedrale Solothurn, die er von 2007 bis 2021 leitete, erweiterte er das Programm zusätzlich zum klassischen kirchenmusikalischen Repertoire um moderne Stilrichtungen. So kamen speziell für das Schweizer Kinder- und Jugendchorfestival skjf Choreographien zu Popsongs dazu, die mit der Choreographin Rosmarie Grünig einstudiert wurden. Sie gehörten in den vielfältigen Konzertprogrammen genauso zum Standard wie die musikalische Gestaltung der Gottesdienste in der Kathedrale oder die alljährliche Aufführung des Weihnachtsoratoriums von J. S. Bach, das er 2014 und 2015 auch in der Kulturfabrik Kofmehl aufführte. Im Mai 2016 wurde er mit den Singknaben an das Europäische Jugendchorfestival Basel eingeladen. 2016 und 2018 erschienen beim Label Rondeau Production Leipzig die beiden Singknaben-CDs Now sleeps the crimson petal und Sing a cappella!. Die Weihnachts-CD wurde vom amerikanischen Chorverband ausgezeichnet.
Von 2011 bis 2021 leitete er den Gabrielichor in Bern, mit dem die Mehrchörigkeit einen besonderen Stellenwert einnahm. Höhepunkte seiner Arbeit in Bern waren die Aufführungen der Marienvespern von Giovanni Rovetta, Johann Rosenmüller und Monteverdi.
Als Chordirektor des Zürcher Bach Chores  arbeitete er von 2011 bis 2021 am Spagat zwischen den verschiedenen Stilen von der Renaissance bis in die Neuzeit, wobei neben den Aufführungen der grossen Chorwerke mit Orchester auch dem A-cappella-Chorgesang eine besondere Bedeutung zukam. Besondere Bedeutung hatten die halbszenische Aufführung von Purcells King Arthur, die Schweizer Erstaufführung der Bach’schen Johannes-Passion in der Instrumentierung von Robert Schumann sowie Händels Messias. Eine Gastspieltournee führte ihn im Sommer 2018 in die Augustinerkirche in Erfurt, den Dom zu Meissen und in die Frauenkirche Dresden.

### Wirken als Thomaskantor
Am 18. Dezember 2020 wurde er vom Leipziger Stadtrat zum Leipziger Thomaskantor bestellt – als erster Schweizer und als erster Katholik seit der Reformation. Der bisherige Thomaskantor Gotthold Schwarz blieb noch bis Ende Juni 2021 im Amt. Einige der ältesten Thomaner hatten Widerstand gegen die Wahl Reizes gezeigt und sich in einem Brief an die Stadt gewandt, was jedoch erfolglos blieb.
Am 11. September 2021 trat Reize sein Amt an. Andreas Reize war bis zu seinem Amtsantritt als Thomaskantor römisch-katholischer Konfession. Seit Juli 2021 ist er Mitglied der evangelisch-lutherischen Kirchgemeinde von St. Thomas in Leipzig. In den Motetten und Gottesdiensten in der Thomaskirche führt Andreas Reize mit dem Thomanerchor und dem Gewandhausorchester Leipzig wöchentlich eine Bach-Kantate auf und ist für die Konzerte und Oratorienaufführungen des Chors verantwortlich. Im April 2022 dirigierte er seine erste Matthäuspassion in Leipzig. Man bescheinigte ihm und dem Gewandhausorchester „einen unerhörten Orchesterklang“. Im darauffolgenden Juni präsentierte sich Reize erstmals einem internationalen Publikum auf dem Leipziger Bachfest. Der Musikkritiker Helmut Mauró bezeichnete in der Süddeutsche Zeitung den Klang des Thomanerchores als „großartig, erscheint in Bestform“.
Mit dem Thomanerchor gastiert er regelmäßig in den Musikzentren weltweit und bei Festivals im In- und Ausland. Zuletzt beim Musikfest Stuttgart und beim Bachfest Leipzig 2023, wo er das Gewandhausorchester im großen Galakonzert „A tribute to Bach“ mit Lang Lang und Daniel Hope dirigierte. 2022 leitete Andreas Reize die Auslandstournee der Thomaner nach Finnland, 2023 eine große Tournee mit Bachs Weihnachtsoratorium und Weihnachtskantaten. Dazu kommen Fernseh- und CD-Produktionen mit dem Weihnachtsoratoriums, der h-Moll-Messe und der Matthäus- und Johannes-Passion (u. a. 3SAT) von Johann Sebastian Bach. Die Debüt-CD mit der h-Moll-Messe erschien pünktlich zum Bachfest 2023, die Aufnahme mit dem Weihnachtsliederabend folgte im Oktober 2023. Die erste Fassung von Bachs Johannespassion von 1724 hat Andreas Reize mit einer kleinen Besetzung des Thomanerchors und der Akademie für Alte Musik Berlin nach dem aktuellen Stand der Musikwissenschaft eingespielt. 2024 debütierte er mit Haydns „Schöpfung“ in der Philharmonie Berlin. In der Spielzeit 2024/25 wird er mit „Amadis – der Ritter“ von Johann Christian Bach erstmals am Pult der Oper Leipzig stehen.
Seit März 2022 hat er einen Lehrauftrag für Chorleitung im Kirchenmusikalischen Institut der Hochschule für Musik und Theater „Felix Mendelssohn Bartholdy“ Leipzig inne und wurde im Dezember 2023 zum Honorarprofessor ernannt.

## Varia
An der Hochschule für Musik und Theater „Felix Mendelssohn Bartholdy“ Leipzig ist Andreas Reize seit der Ernennung am 20. Dezember 2023 als Honorarprofessor tätig.

## Ehrungen und Auszeichnungen
- 1996: Förderpreis der Regiobank Solothurn
- 2004: Ferdinand-Grossmann-Preis für die beste Interpretation eines Werkes der alten Meister beim Internationalen Wettbewerb für Chorleiter Wien
- 2004/2005: Studienpreis Orchesterdirektion des Schweizer Tonkünstlervereins und der Kiefer Hablitzel Stiftung
- 2005: Förderpreis der Schweizerischen Chorvereinigung
- 2009: Preis für Musik des Regierungsrates des Kantons Solothurn
- 2009: Preis pro Wartenfels für die kulturellen Verdienste in der Region Olten als Leiter des Kammerchors Buchsgau
- 2011: Anerkennungspreis der Kulturstiftung Kurt und Barbara Alten
- 2017: Preis für Musik des Regierungsrates des Kantons Solothurn, mit den Singknaben der St. Ursenkathedrale Solothurn

## Aufnahmen
- Jean-Jacques Rousseau: Le Devin du Village, cantus firmus consort, cpo 2007/DRS 2.
- G. F. Händel: Apollo e Dafne - Orchesterwerke, cantus firmus consort, cpo 2011/Radio DRS 2.
- Now Sleeps the Crimson Petal. Lieder und Motetten zur Advents- und Weihnachtszeit. Rondeau 2016.
- Sing a cappella. Rondeau Production, Leipzig 2018.
- Claudio Monteverdi: L’incoronazione di Poppea, Neapel-Fassung 1643, cantus firmus consort, Rondeau 2022.
- Johann Sebastian Bach: Messe in h-moll, BWV 232, Thomanerchor/Gewandhausorchester, Rondeau 2023.
- Weihnachtsliederabend mit dem Thomanerchor Leipzig, Rondeau 2023.
- Johann Sebastian Bach: Johannes-Passion, BWV 245, Thomanerchor/Akademie für Alte Musik Berlin, Rondeau 2024.